# Saint-Brice-de-Landelles
Pour les articles homonymes, voir Saint-Brice.
Saint-Brice-de-Landelles est une commune française, située dans le département de la Manche en région Normandie, peuplée de 651 habitants.

## Géographie
| Saint-Hilaire-du-Harcouët (comm. dél. de Saint-Martin-de-Landelles) | Saint-Hilaire-du-Harcouët (comm. dél. de Virey) | Saint-Hilaire-du-Harcouët (comm. dél. de Saint-Hilaire-du-Harcouët), Les Loges-Marchis |
| Saint-Hilaire-du-Harcouët (comm. dél. de Saint-Martin-de-Landelles) | Saint-Brice-de-Landelles                        | Les Loges-Marchis                                                                      |
| Monthault (Ille-et-Vilaine)                                         | Louvigné-du-Désert (Ille-et-Vilaine)            | Les Loges-Marchis, Louvigné-du-Désert (Ille-et-Vilaine)                                |

### Hydrographie
La commune est située dans le bassin Seine-Normandie. Elle est drainée par la Sélune, le Lair, le cours d'eau 01 du Brémanier, le cours d'eau 01 du Pont Dauphin, le cours d'eau 04 des Haies, le fossé 01 de Beauchêne, le fossé 01 de Huardière, le fossé 01 de la Provôtais, le fossé 01 de la Trépellerie, le fossé 01 des Dix Vergers, le fossé 01 des Pare-Balles, le fossé 01 du Pont Pierreux, le fossé 08 du Bouillon, le ruisseau de la Gasnerie, le ruisseau de Vaux Roux et divers autres petits cours d'eau,.
La Sélune, d'une longueur de 85 km, prend sa source dans la commune de Saint-Cyr-du-Bailleul et se jette  dans la Sée en limite de Courtils et de Vains, après avoir traversé 15 communes. 

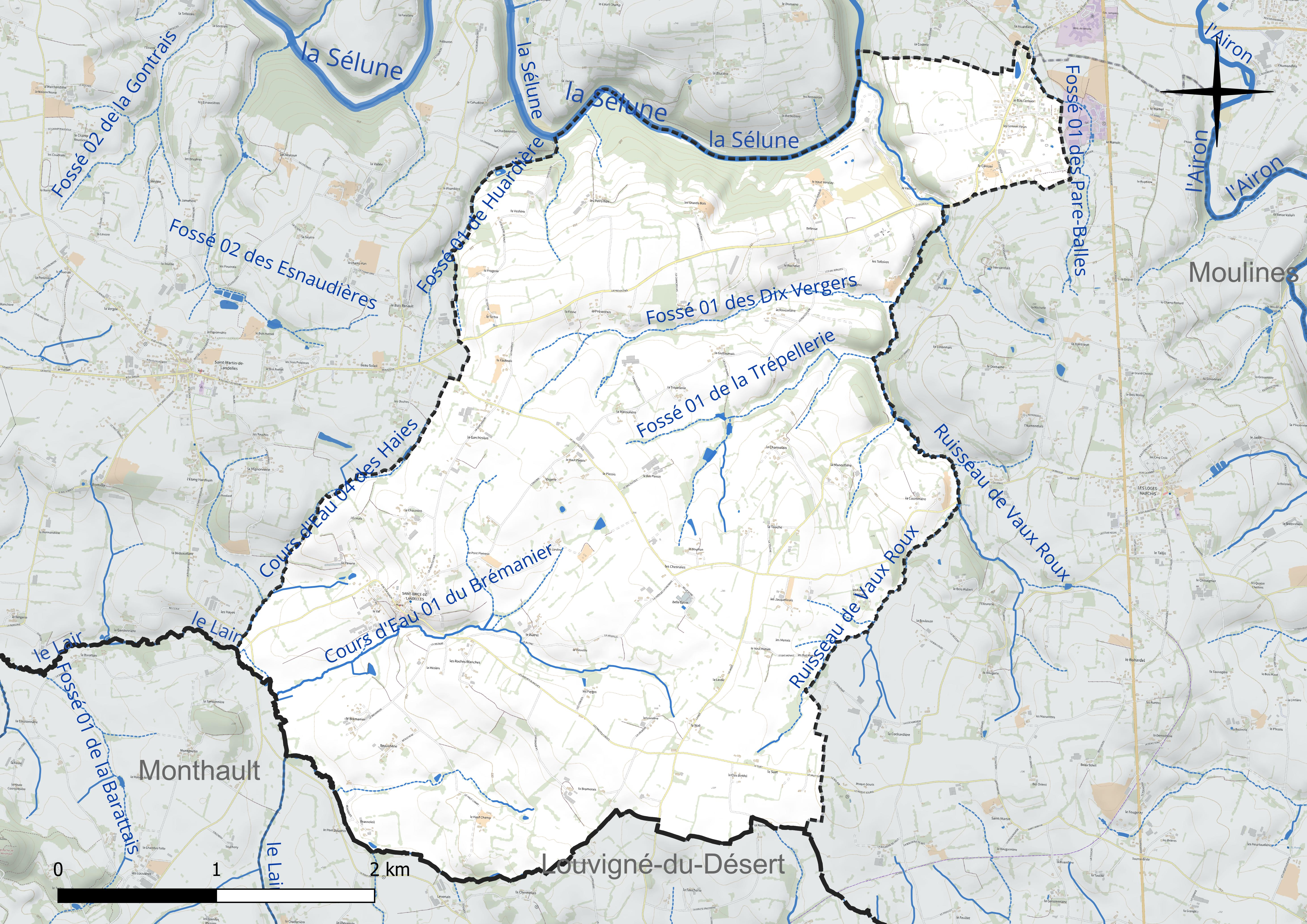
Réseau hydrographique de Saint-Brice-de-Landelles.

Le Lair, d'une longueur de 15 km, prend sa source dans la commune de Louvigné-du-Désert et se jette  dans la Sélune en limite de Saint-Hilaire-du-Harcouët et de Saint-Laurent-de-Terregatte, après avoir traversé huit communes. 

### Climat
Pour des articles plus généraux, voir Climat de la Normandie et Climat de la Manche.
En 2010, le climat de la commune est de type climat océanique franc, selon une étude du CNRS s'appuyant sur une série de données couvrant la période 1971-2000. En 2020, Météo-France publie une typologie des climats de la France métropolitaine dans laquelle la commune est exposée à un climat océanique et est dans la région climatique  Bretagne orientale et méridionale, Pays nantais, Vendée, caractérisée par une faible pluviométrie en été et une bonne insolation. Parallèlement le GIEC normand, un groupe régional d’experts sur le climat, différencie quant à lui, dans une étude de 2020, trois grands types de climats pour la région Normandie, nuancés à une échelle plus fine par les facteurs géographiques locaux. La commune est, selon ce zonage, exposée à un « climat contrasté des collines », correspondant au Bocage normand, bien arrosé, voire très arrosé sur les reliefs les plus exposés au flux d’ouest, et frais en raison de l’altitude.
Pour la période 1971-2000, la température annuelle moyenne est de 10,5 °C, avec une amplitude thermique annuelle de 13,2 °C. Le cumul annuel moyen de précipitations est de 1 014 mm, avec 14,3 jours de précipitations en janvier et 8,9 jours en juillet. Pour la période 1991-2020, la température moyenne annuelle observée sur la station météorologique la plus proche, située sur la commune de Saint-Hilaire-du-Harcouët à 7 km à vol d'oiseau, est de 11,5 °C et le cumul annuel moyen de précipitations est de 929,5 mm,. Pour l'avenir, les paramètres climatiques de la commune estimés pour 2050 selon différents scénarios d’émission de gaz à effet de serre sont consultables sur un site dédié publié par Météo-France en novembre 2022.

## Urbanisme

### Typologie
Au 1er janvier 2024, Saint-Brice-de-Landelles est catégorisée commune rurale à habitat dispersé, selon la nouvelle grille communale de densité à sept niveaux définie par l'Insee en 2022.
Elle est située hors unité urbaine. Par ailleurs la commune fait partie de l'aire d'attraction de Saint-Hilaire-du-Harcouët, dont elle est une commune de la couronne,. Cette aire, qui regroupe 8 communes, est catégorisée dans les aires de moins de 50 000 habitants,.

### Occupation des sols
L'occupation des sols de la commune, telle qu'elle ressort de la base de données européenne d’occupation biophysique des sols Corine Land Cover (CLC), est marquée par l'importance des territoires agricoles (90 % en 2018), en diminution par rapport à 1990 (90,9 %). La répartition détaillée en 2018 est la suivante : zones agricoles hétérogènes (49,4 %), prairies (37,4 %), forêts (5,2 %), zones urbanisées (3,3 %), terres arables (3,2 %), mines, décharges et chantiers (1,5 %). L'évolution de l’occupation des sols de la commune et de ses infrastructures peut être observée sur les différentes représentations cartographiques du territoire : la carte de Cassini (XVIIIe siècle), la carte d'état-major (1820-1866) et les cartes ou photos aériennes de l'IGN pour la période actuelle (1950 à aujourd'hui).

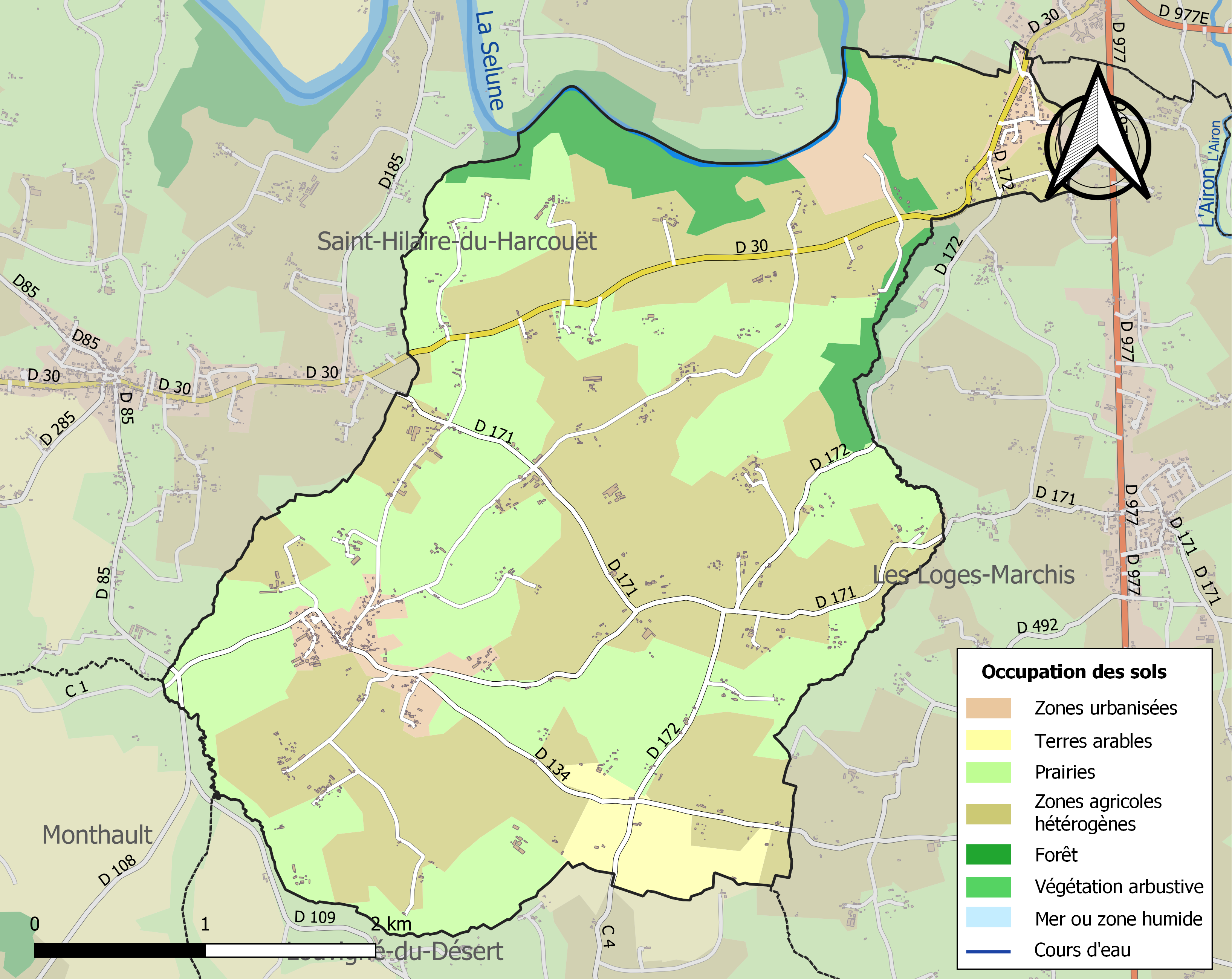
Carte des infrastructures et de l'occupation des sols de la commune en 2018 (CLC).

## Toponymie
Le nom de la localité est attesté sous la forme ecclesia de Sancti Brixii en 1412, Saint Brice de Landelles en 1793, Saint-Brice-de-Landelle en 1801.
La paroisse est dédiée à Brice de Tours, évêque de Tours.
Landelles est issu du gaulois landa, « lande ». Landelles est un toponyme de présence ; il signifie : « lieux où il y a des landes ».
Le gentilé est Briçois.

## Politique et administration
| Période                                  | Période   | Identité        | Étiquette | Qualité          |
| ---------------------------------------- | --------- | --------------- | --------- | ---------------- |
| 1995                                     | mars 2014 | Émilien Bertin  | SE        |                  |
| mars 2014                                | En cours  | Joël Jacqueline | SE        | Artisan retraité |
| Les données manquantes sont à compléter. |           |                 |           |                  |

Le conseil municipal est composé de quinze membres dont le maire et trois adjoints.

## Démographie
L'évolution du nombre d'habitants est connue à travers les recensements de la population effectués dans la commune depuis 1793. Pour les communes de moins de 10 000 habitants, une enquête de recensement portant sur toute la population est réalisée tous les cinq ans, les populations de référence des années intermédiaires étant quant à elles estimées par interpolation ou extrapolation. Pour la commune, le premier recensement exhaustif entrant dans le cadre du nouveau dispositif a été réalisé en 2004.
En 2022, la commune comptait 651 habitants, en évolution de −6,87 % par rapport à 2016 (Manche : −0,31 %, France hors Mayotte : +2,11 %).
Saint-Brice-de-Landelles a compté jusqu'à 1 314 habitants en 1851.
| 1793  | 1800  | 1806  | 1821  | 1831  | 1836  | 1841  | 1846  | 1851  |
| ----- | ----- | ----- | ----- | ----- | ----- | ----- | ----- | ----- |
| 1 100 | 1 093 | 1 224 | 1 186 | 1 147 | 1 115 | 1 198 | 1 222 | 1 314 |

| 1856  | 1861  | 1866  | 1872  | 1876  | 1881  | 1886  | 1891 | 1896 |
| ----- | ----- | ----- | ----- | ----- | ----- | ----- | ---- | ---- |
| 1 287 | 1 252 | 1 190 | 1 140 | 1 082 | 1 058 | 1 035 | 954  | 930  |

| 1901 | 1906 | 1911 | 1921 | 1926 | 1931 | 1936 | 1946 | 1954 |
| ---- | ---- | ---- | ---- | ---- | ---- | ---- | ---- | ---- |
| 905  | 871  | 871  | 757  | 789  | 775  | 774  | 812  | 812  |

| 1962 | 1968 | 1975 | 1982 | 1990 | 1999 | 2004 | 2006 | 2009 |
| ---- | ---- | ---- | ---- | ---- | ---- | ---- | ---- | ---- |
| 752  | 724  | 714  | 720  | 666  | 616  | 595  | 613  | 657  |

| 2014 | 2019 | 2022 | - | - | - | - | - | - |
| ---- | ---- | ---- | - | - | - | - | - | - |
| 686  | 664  | 651  | - | - | - | - | - | - |

## Lieux et monuments
- Église Saint-Brice et Saint-Éloi des XIIe, XVe et XVIIIe siècles. Elle abrite une Vierge à l'Enfant Notre-Dame de Beauchêne datant des environs de 1400 classée au titre objet aux monuments historiques[39], ainsi qu'un maître-autel et autels latéraux du XVIIIe, un bénitier du XVIe, un tableau Résurrection du Christ du XIXe, les statues de sainte Marguerite et de saint Étienne du XVIIIe[40].

Le prieur du Rocher en était le patron à la suite d'une donation, confirmée en 1120 par l'évêque d'Avranches.
- Croix de cimetière du XVIIe siècle ; échalier du XVIIe.
- Nombreuses croix de chemin dont certaines des XVIIe et XVIIIe siècles.
- Pierres tombales de 1772 près de la croix de cimetière.
- Chapelle du Bas-Plessis (XVIIe siècle) ; le manoir a été détruit en 1994[40].
- Vestiges de voie romaine à la Croix du Pavé sur le tronçon de Pontorson au Teilleul[40].
- Ancien moulin.
- Maison de Barbedette du XVIIe siècle. Charles Vincent Barbedette (Saint-Brice, 1742 - 1803), baron, fut sous-préfet de Fougères.

Pour mémoire
- Chapelle Notre-Dame de Beauchêne, tombée en ruine au milieu du XVIIIe siècle[40].